# Kinh tế Thái Lan
Kinh tế Thái Lan là một nền kinh tế thị trường công nghiệp mới phụ thuộc lớn vào du lịch và xuất khẩu với kim ngạch xuất khẩu chiếm khoảng 60% GDP. Đây là nền kinh tế lớn thứ 2 trong khu vực ASEAN (chỉ sau Indonesia), xếp hạng 25 toàn cầu theo GDP danh nghĩa, xếp thứ 21 thế giới xét theo sức mua tương đương, đứng thứ 28 trên thế giới về tổng giá trị thương hiệu quốc gia (thống kê năm 2020). Mặc dù thị trường lớn, nhu cầu nội địa cao, tuy nhiên việc phụ thuộc quá nhiều vào các ngành dịch vụ (như du lịch) khiến kinh tế Thái Lan rất dễ bị tổn thương trước những tác động bên ngoài, ví dụ như đại dịch Covid-19
Theo các số liệu của UN, IMF và Ngân hàng Thế giới; tính cho đến hết năm 2019, GDP danh nghĩa của Thái Lan được ước tính vào khoảng 530 tỷ USD hoặc 1,3 nghìn tỷ USD nếu xét theo GDP sức mua tương đương. GDP bình quân đầu người theo sức mua tương đương đạt mức 21,361 nghìn USD/người hoặc 7,800 nghìn USD/người theo danh nghĩa. Thái Lan là nền kinh tế lớn thứ 2 tại Đông Nam Á chỉ sau Indonesia, đứng thứ 8 châu Á và xếp hạng 22 trên thế giới theo danh nghĩa hoặc thứ 7 châu Á và 20 toàn cầu nếu xét theo sức mua Nhưng kể từ sau khi hứng chịu cuộc khủng hoảng tài chính châu Á 1997 thì kinh tế nước này đã trở nên trì trệ với tốc độ tăng trưởng chậm chạp. Đến đầu thập niên 2020, nước này đã rơi vào bẫy thu nhập trung bình bởi gánh nặng của già hóa dân số, hệ thống giáo dục suy thoái và nền nông nghiệp trình độ thấp. Nếu tiếp tục tăng trưởng chậm chạp (2-3% mỗi năm) như giai đoạn này thì đến giai đoạn 2025-2030, quy mô GDP của Thái Lan sẽ lần lượt bị Việt Nam, Philipines và Singapore vượt qua, và nước này sẽ tụt xuống chỉ còn ở hạng 5 Đông Nam Á.
Người Thái gốc Hoa là thế lực nắm huyết mạch kinh tế của Thái Lan, họ là nhóm người thống trị và kiểm soát nền kinh tế Thái Lan. Tại Thái Lan, người Thái gốc Hoa chỉ chiếm 14% dân số, nhưng nắm giữ tới gần 90% vốn của các doanh nghiệp và trên 50% vốn của ngành ngân hàng. Năm 2000, các ngân hàng và các công ty tài chính của người Thái gốc Hoa ở Thái Lan có tổng tài sản lên tới trên 22,2 tỷ USD, lớn hơn khối tài sản 21,8 tỷ USD của Chính phủ và Hoàng gia Thái Lan cộng lại. Chính vì vậy mà quyền lực và địa vị của người Thái gốc Hoa ở Thái Lan rất cao, nhiều người gốc Hoa từng làm thủ tướng Thái Lan như anh em Thủ tướng nhà Thaksin Shinawatra, cựu thủ tướng Abhisit Vejjajiva,... Người Thái gốc Hoa cũng chiếm một tỷ lệ đáng kể trong chính phủ Thái Lan.

## Xu hướng kinh tế vĩ mô
Bảng dưới đây cho thấy xu hướng tổng sản phẩm quốc nội của Thái Lan theo thời giá thị trường estimated theo Quỹ tiền tệ Quốc tế với số liệu tính bằng Baht Thái.
| Năm  | GDP       | Tỷ giá hối đoái (USD/baht) | Chỉ số lạm phát (2000=100) |
| ---- | --------- | -------------------------- | -------------------------- |
| 1980 | 662.482   | 20,47 Baht                 | 41                         |
| 1985 | 1.056.496 | 27,15 Baht                 | 53                         |
| 1990 | 2.191.100 | 25,58 Baht                 | 64                         |
| 1995 | 4.186.212 | 24,91 Baht                 | 81                         |
| 2000 | 4.922.731 | 40,11 Baht                 | 100                        |
| 2005 | 6.924.273 | 41,02 Baht                 | 111                        |

Để so sánh sức mua tương đương, tỷ giá USD/Baht Thái Lan chỉ được tính từ 22→.34.
Trước khủng hoảng tài chính, nền kinh tế Thái Lan đã trải qua nhiều năm tăng trưởng kinh tế nhanh do ngành chế tạo dẫn dắt với tốc độ tăng 9,4% trong một thập kỷ cho đến năm 1996. Các yếu tố mang lại thành công kinh tế trong những năm đến 1997 là nguồn tài nguyên thiên nhiên và lao động dồi dào và rẻ, chủ nghĩa bảo hộ tài chính và các doanh nghiệp trong nước kết hợp các chính sách đầu tư nước ngoài cởi mở và sự khuyến khích mở rộng lĩnh vực tư nhân. Nền kinh tế Thái Lan về bản chất là một hệ thống Free Enterprise. Một số dịch vụ nhất định như phát điện, giao thông vận tải thuộc sở hữu Nhà nước và do Nhà nước vận hành nhưng chính phủ đang xem xét việc tư hữu hóa các lĩnh vực này ngay sau khi thoát khỏi khủng hoảng tài chính.
Chính quyền của cựu Thủ tướng Thaksin - nhậm chức vào tháng 2 năm 2001 đã thực hiện mục tiêu kích cầu nội địa và giảm sự phụ thuộc của Thái Lan vào ngoại thương và đầu tư. Kể từ đó, chính quyền Thaksin đã tinh lọc thông điệp kinh tế của mình, đi theo chính sách kinh tế "đường đôi" kết hợp kích thích nội địa với xúc tiến các thị trường mở và đầu tư nước ngoài. Loạt chính sách này được biết đến với tên gọi phổ biến là "Học thuyết kinh tế học Thaksin" (Thaksinomics).
Chính phủ Hoàng gia Thái Lan hoan nghênh đầu tư nước ngoài và các nhà đầu tư sẵn lòng đáp ứng một số yêu cầu nhất định có thể nộp đơn xin một số đặc quyền đầu tư thông qua Cục Đầu tư. Để thu hút thêm đầu tư nước ngoài, chính phủ đã sửa đổi các quy định về đầu tư.
Phong trào lao động có tổ chức vẫn yếu và chia rẽ ở Thái Lan; chỉ 3% lực lượng lao động vào công đoàn. Năm 2000, Luật Quan hệ Lao động Doanh nghiệp Nhà nước đã được thông qua, cho phép những người làm thuê trong lĩnh vực Quốc doanh quyền tương tự những người làm trong lĩnh vực tư nhân, bao gồm cả quyền gia nhập công đoàn.
Khoảng 60% lực lượng lao động của Thái Lan làm trong ngành nông nghiệp. Lúa là loại cây trồng quan trọng nhất của quốc gia này; Thái Lan là một quốc gia xuất khẩu gạo lớn nhất trên thế giới. Các sản phẩm nông nghiệp khác có số lượng đáng kể là tôm, cá và các loại thủy sản, sắn, cao su, ngũ cốc, và đường ăn. Kim ngạch xuất khẩu các loại thực phẩm chế biến như cá ngừ, dứa, đóng hộp và tôm đông lạnh đang gia tăng.
Lĩnh vực chế tạo đang ngày càng đa dạng hóa của Thái Lan đã đóng góp lớn nhất cho tăng trưởng trong thời kỳ bùng nổ kinh tế thập niên 1990. Các ngành có tốc độ tăng nhanh có: máy tính và đồ điện tử, hàng may mặc và đồ da, đồ gỗ, các sản phẩm từ gỗ, thực phẩm đóng hộp, đồ chơi, các sản phẩm từ chất dẻo, đá quý và đồ trang sức. Các sản phẩm công nghệ cao như: linh kiện và mạch tích hợp, đồ điện, xe cơ giới hiện đang dẫn đầu tăng trưởng xuất khẩu của Thái Lan.

## Thương mại
Hoa Kỳ là thị trường xuất khẩu lớn nhất của Thái Lan và nhà cung cấp lớn thứ hai chỉ sau Nhật Bản. Trong khi các thị trường truyền thống của Thái Lan là Bắc Mỹ, Nhật Bản, và châu Âu. Sự phục hồi của các đối tác thương mại trong khu vực Đông Nam Á cũng góp phần giúp quốc gia này tăng xuất khẩu lên mức 5,8% trong năm 2002. Tuy nhiên, tác động từ cuộc khủng hoảng tài chính trước đó đã khiến nước này vốn phụ thuộc vào xuất khẩu tới các thị trường truyền thống trên nay buộc phải tìm cách thâm nhập vào phần còn lại của châu Á. Kể từ năm 2005, sự gia tăng mạnh mẽ về xuất khẩu ô tô lắp ráp, chế tạo cho các thương hiệu xe hơi Nhật Bản (như Toyota, Nissan, Isuzu, Honda,...) đã giúp tăng nhanh cán cân thương mại, ước tính quốc gia này sản xuất và xuất khẩu được trung bình hơn 1 triệu chiếc xe hơi mỗi năm, nhờ thành tích này, Thái Lan đã gia nhập vào top 10 quốc gia xuất khẩu ô tô lớn trên thế giới với biệt danh "Detroit của Đông Nam Á".